# Esterhuysenia
Genre
Classification phylogénétique
Esterhuysenia L.Bolus est un genre de plante de la famille des Aizoaceae.
Esterhuysenia L.Bolus, in J.S.African Bot. 33: 308 (1967)
Type : ? (probablement Esterhuysenia alpina L.Bolus, à vérifier)

## Liste des espèces
- Esterhuysenia alpina L.Bolus
- Esterhuysenia drepanophylla (Schltr. & A.Berger) H.E.K.Hartmann
- Esterhuysenia inclaudens (L.Bolus) H.E.K.Hartmann
- Esterhuysenia mucronata (L.Bolus) Klak
- Esterhuysenia stokoei (L.Bolus) H.E.K.Hartmann